# Saguiaran
Saguiaran è una municipalità di quarta classe delle Filippine, situata nella Provincia di Lanao del Sur, nella Regione Autonoma nel Mindanao Musulmano.
Saguiaran è formata da 30 baranggay:
- Alinun
- Bagoaingud
- Basak Maito
- Batangan
- Bubong
- Cadayon
- Cadingilan
- Comonal
- Dilausan
- Dilimbayan
- Gadongan
- Limogao
- Linao
- Lumbac Toros
- Lumbayanague

- Maliwanag
- Mapantao
- Mipaga
- Natangcopan
- Pagalamatan
- Pamacotan
- Panggao
- Pantao Raya
- Pantaon
- Patpangkat
- Pawak
- Pindolonan
- Poblacion
- Salocad
- Sungcod